# Senta lunulata
Senta lunulata là một loài bướm đêm trong họ Noctuidae.